# Erich Maria Remarque
Erich Maria Remarque (født Erich Paul Remark 22. juni 1898 i Osnabrück, Tyskland, død 25. september 1970) var en tysk forfatter, som opnåede international berømmelse. 
Hans hovedværk er den delvist selvbiografiske roman Intet nyt fra vestfronten (Im Westen nichts Neues) fra 1928, der beskriver krigens gru set fra en 19-årig soldats synsvinkel. 
Han skrev flere bøger om forholdene under og efter krig, altid ud fra et pacifistisk synspunkt. Intet nyt fra Vestfronten og flere af hans andre bøger blev internationale bestsellere. 
I 1916, da Remarque var 18 år gammel, blev han indkaldt til tjeneste i den tyske hær. 1. verdenskrig rasede og i juni 1917 blev Remarque udstationeret på vestfronten i Frankrig. Her gjorde han tjeneste i infanteriet indtil han den 31. juli 1917, blev såret af granatsplinter i venstre ben, højre arm og halsen. Han blev sendt til et hospital i Tyskland, hvor han kom sig. Han blev ikke sendt tilbage i kamptjeneste, men forblev i hæren til krigens afslutning den 11. november 1918. 
Intet nyt fra Vestfronten blev skrevet på få måneder i 1927, men blev først udgivet i november og december 1928 i den tyske avis Vossische Zeitung og som bog i januar 1929, da Remarque ikke kunne finde forlag, der ville udgive den før. Bogen blev næsten øjeblikkeligt en international bestseller og oversat til mange sprog. En fransk anmelder, som selv havde været soldat under krigen, skrev: "En røst har talt for alle – uanset nationalitet..." 
I 1933 da Adolf Hitler og nazisterne kom til magten, blev Remarques bøger sat på listen over "forbudte" bøger. Mange af Remarques værker endte på nazisternes bogbål. Grunden var at flere af Remarques bøger, ikke mindst Intet nyt fra Vestfronten, indeholder kritik og fordømmelse af krig som meningsløs og altødelæggende. 
Nazister spredte falsk propaganda om, at Remarque skulle være af fransk jødisk oprindelse, og at hans rigtige efternavn var Kramer (hans efternavn stavet bagfra). 
Der findes stadig biografier, som fastholder, at Kramer var Remarques oprindelige navn. 
Den nazistiske propaganda sagde desuden, at Remarque aldrig havde gjort aktiv soldatertjeneste under 1. verdenskrig – trods beviser for det. 
Pga. nazisterne følte Remarque sig ikke længere hjemme i Tyskland og flyttede i 1931 til Schweiz sammen med sin kone. Da 2. verdenskrig brød ud emigrerede han til USA, hvor han i 1947 blev amerikansk statsborger. I 1948 flyttede han tilbage til Schweiz med sin nye hustru, den tidligere Hollywood-stjerne Paulette Goddard. De levede sammen i Schweiz til hans død i 1970.
Elfriede Scholz – Remarques søster blev i Tyskland efter at Remarque havde forladt landet for stedse. Hun blev arresteret af nazisterne i 1943 og sigtet for "undergravelse af moralen", idet hun skulle have sagt at krigen var tabt. Den egentlige grund var nok, at hun var Remarques søster. Remarque var undsluppet nazisterne, og hans søster måtte lide straffen som var tiltænkt ham. Elfriede Scholz blev henrettet ved halshugning den 16. december 1943.